# Misje
Misje es una isla y localidad del municipio de Fjell en la provincia de Hordaland, Noruega. Se ubica al sur de la isla de Toftøyna y al norte de Sotra.  En 2009 casi la totalidad de los 257 habitantes de la isla vivían en la localidad homónima.
Antes, la isla pertenecía al extinto municipio de Herdla. En 1964 la isla pasó a formar parte de Fjell. Se conecta vialmente con Sotra mediante el puente Solviksundet, abierto en 1982. 